# 海伦·斯蒂芬斯
海伦·斯蒂芬斯（英語：Helen Stephens，1918年2月3日—1994年1月17日），美国女子田径运动员。她曾代表美国参加1936年夏季奥林匹克运动会田径比赛，获得女子100米和女子4×100米接力金牌。